# Lobotomy Software
Lobotomy Software era una compañía estadounidense de videojuegos, conocida por el juego PowerSlave (O Exhumed en Europa), así como también, los exitosos ports para la consola Sega Saturn de Duke Nukem 3D y Quake.
La compañía ya no está activa pero algunos de sus proyectos siguen siendo los favoritos de los propietarios de la Sega Saturn.

## Historia
Lobotomy Software fue fundada en 1993 cuando un grupo de amigos trabajando en Nintendo se separaron para formar su propia compañía. Ellos originalmente trabajaron en el departamento del cofundador, Paul Lange, pero pronto consiguieron una oficina en Redmond Seattle. Allí ellos empezaron a trabajar en varios demos, uno de ellos se convertiría en el juego de disparos en primera persona, PowerSlave.
PowerSlave era similar a Doom pero con un tema egipcio y corría en el Motor Gráfico Build, el mismo motor de la versión para PC de Duke Nukem 3D.
PowerSlave recibió el suficiente éxito para asegurarle a Lobotomy un contrato para ports sobre las consolas Sega Saturn y PlayStation.
Lobotomy originalmente quería portear PowerSlave sin cambios, pero el débil hardware de las consolas Saturn y Playstation comparadas con el de las PC lo hizo imposible. En lugar de eso, Lobotomy decidió recrear el juego desde cero completamente, con nuevos diseños y un motor, llamado Slave Driver.
Las versiones de consola de PowerSlave fueron un éxito, especialmente en la Saturn, debido a la poca cantidad de otros títulos FPS disponibles en aquel tiempo.
Poco tiempo después de que PowerSlave fuese lanzado, Sega aseguró los derechos de GT Interactive para publicar Quake y Duke Nukem 3D. Sega originalmente mandó los proyectos a otros dos desarrolladores, pero no quedaron satisfechos con su trabajo. Después del éxito de PowerSlave, Sega vio potencial en Lobotomy y los dejó trabajar en los dos juegos.
Ambos Duke Nukem 3D y Quake fueron bien recibidos y ayudaron a Lobotomy a tener una mayor base de fanes.
Actualmente la empresa está cerrada, pero la mayoría de sus empleados siguen en la industria de los videojuegos, incluyendo el Cofundador Paul Lange, que en estos días es el desarrollador principal de Microsoft Flight Simulator.